# Hoffmannia bernardii
Hoffmannia bernardii är en måreväxtart som beskrevs av Julian Alfred Steyermark. Hoffmannia bernardii ingår i släktet Hoffmannia och familjen måreväxter.

## Underarter
Arten delas in i följande underarter:
- H. b. aracalensis
- H. b. bernardii